# Machine-Readable Cataloging
MARC (ang. MAchine-Readable Cataloging) – format katalogowania  danych bibliograficznych w formie elektronicznej.

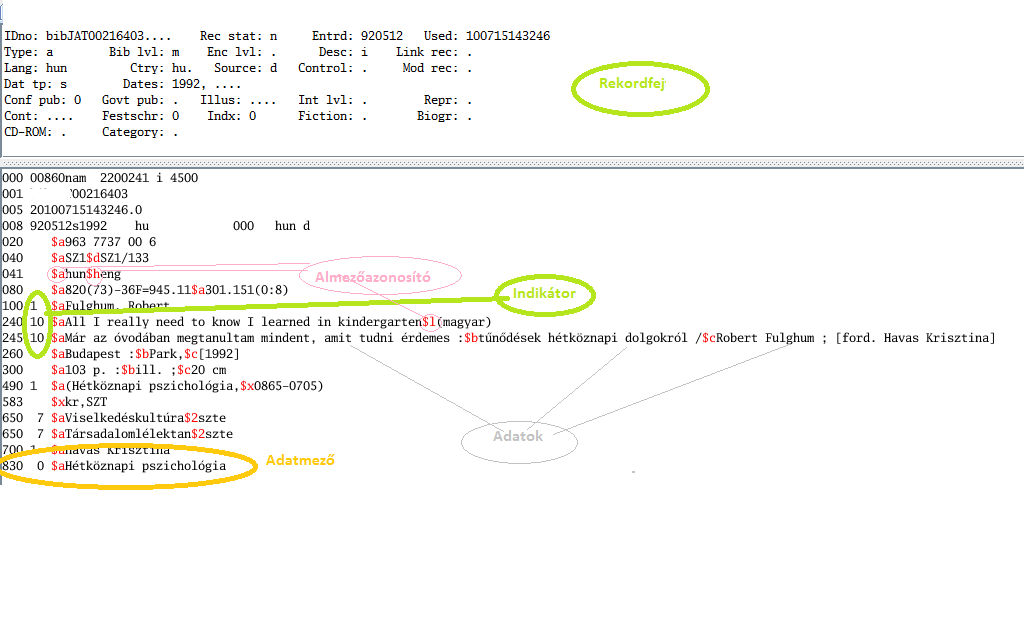
Wybrane pola formatu MARC

Jego zadaniem jest przechowywanie danych bibliograficznych różnego typu dokumentów, w tym książek, wydawnictw ciągłych czy plików komputerowych. Rekord tworzony w tym formacie zawiera pola o takich wyróżnikach, które jednoznacznie identyfikują zawartość pól. Te pola są z kolei partycjowane na podpola identyfikowane za pomocą jednoznakowych etykiet. 
Format ten został zainicjowany w USA w latach 60. dwudziestego wieku. Wówczas to właśnie Biblioteka Kongresu stworzyła dla własnych potrzeb format LC MARC (później US MARC), który posłużył do katalogowania zbiorów tamtejszej biblioteki. W roku 1997 z połączenia US MARC i CAN MARC (wersja używana w Kanadzie) stworzono z kolei format MARC 21.
Polska Biblioteka Narodowa wykorzystuje własną odmianę tego standardu o nazwie MARC BN.